# ロバート・ラザファード (第4代ラザファード卿)
第4代ラザファード卿ロバート・ラザファード（英語: Robert Rutherfurd, 4th Lord Rutherfurd、1724年没）は、スコットランド貴族。

## 生涯
ジョン・ラザファード（John Rutherfurd）とアリソン・カー（Alison Ker、1648年以降没、初代ジェドバラ卿アンドリュー・カーの娘）の息子として生まれた。
1685年3月11日に兄にあたる第3代ラザファード卿アーチボルド・ラザフォードが死去すると、ラザファード卿の爵位を継承、6月4日に正式に継承者として確認された。
1690年12月15日以前、サラ・オーウェンズ/サラ・オーレンズ（Sara Owens/Ollens）と結婚、1男をもうけた。
- ロバート（1709年11月3日洗礼 – 1724年以前）

1703年にハントヒル（Hunthill）の領地をトマス・ラザファード（Thomas Rutherfurd）に売却した。
1724年に死去した。死後、ジョージ・デュリー（George Durie、1759年6月18日没、ジョン・デュリーの息子）とジョン・ラザファード（John Rutherfurd、1745年1月15日没）が第5代ラザファード卿の称号を使い、ジョージは1739年のスコットランド貴族代表議員選挙で、ジョンは1739年と1741年の選挙で投票した。しかし、2人とも貴族院から爵位継承を正式に承認されることはなかった。そのため、ラザファード卿の爵位は1724年に休止状態（dormant）になったとされる。